# Miskolczi Miklós
Miskolczi Miklós (Szabadka, 1938. július 2. –) újságíró, író.

## Életpályája
1975-ben az MSZMP Politikai Főiskoláján szerzett diplomát.
1961-1975, valamint 1981-1985 között a Dunaújvárosi Hírlapnál dolgozott. 1975-1977 között a Fejér Megyei Hírlap munkatársa, majd főmunkatársa, 1977-1981 között a Propagandista szerkesztője volt. 1985-1986 között a Vasárnapi Hírek főszerkesztő-helyetteseként tevékenykedett. 1986-1990 között a Képes 7 főmunkatársa volt. 1990-ben függetlenként indult országgyűlési választásokon. 1992-től tíz évig a Kiskegyed főszerkesztője volt. 2002 óta az Axel Springer AG kreatív igazgatója.
Szociográfiai riportjai a párkapcsolatok elsekélyesedését vizsgálják.

## Művei
- Mi kommunista ifjak indulunk (tanulmány, 1972)
- Az első évtized. Dunapentelétől Dunaújvárosig (helytörténeti monográfia, 1975)
- Velem üzentek (riportok, 1976)
- Város lesz csakazértis... (szociográfia, 1980)
- Színlelni boldog szeretőt (szociográfia, 1981-1982)
- Mindenki mással csinálja (riportok, 1985)
- Hazudni boldog hitvest (szociográfia, 1985)
- M. M. szeretői, ahogy a barátjának elmesélte volna (szatirikus ál-dokumentumregény, 1988)
- Harangoznak. Röpirat az öregségről (1988)
- Elvtársaim ingben, glóriában (regény, 1990)
- Ne válasszon engem! (naplójegyzetek, 1990)
- Trianon gyermeke, Kelebia (helytörténeti monográfia, 2004)
- Tompa, a pusztában nőtt város (2006)
- Egy sortűz sorsa (2006)
- A százados (2006)
- Gurábli (2008)
- A Boró
- Kacagtató Sztalin-városi anekdoták; szerzői, Bp., 2013
- Mi, dunaújvárosiak. 157 portré a Facebook-ról I.; Miskolczi Miklós, Bp., 2015
- Trianon gyermeke, Kelebia. Helytörténeti monográfia. Az első huszonöt év; 2. jav. kiad.; Miskolczi Miklós, Bp., 2016

## Filmjei
- Szomszédok (forgatókönyvíró, 1987)
- Nyolc évszak (Szabó Györggyel, filmregény, forgatókönyvíró, 1987)
- Angyali történetek (2000) (színész)